# Abacost

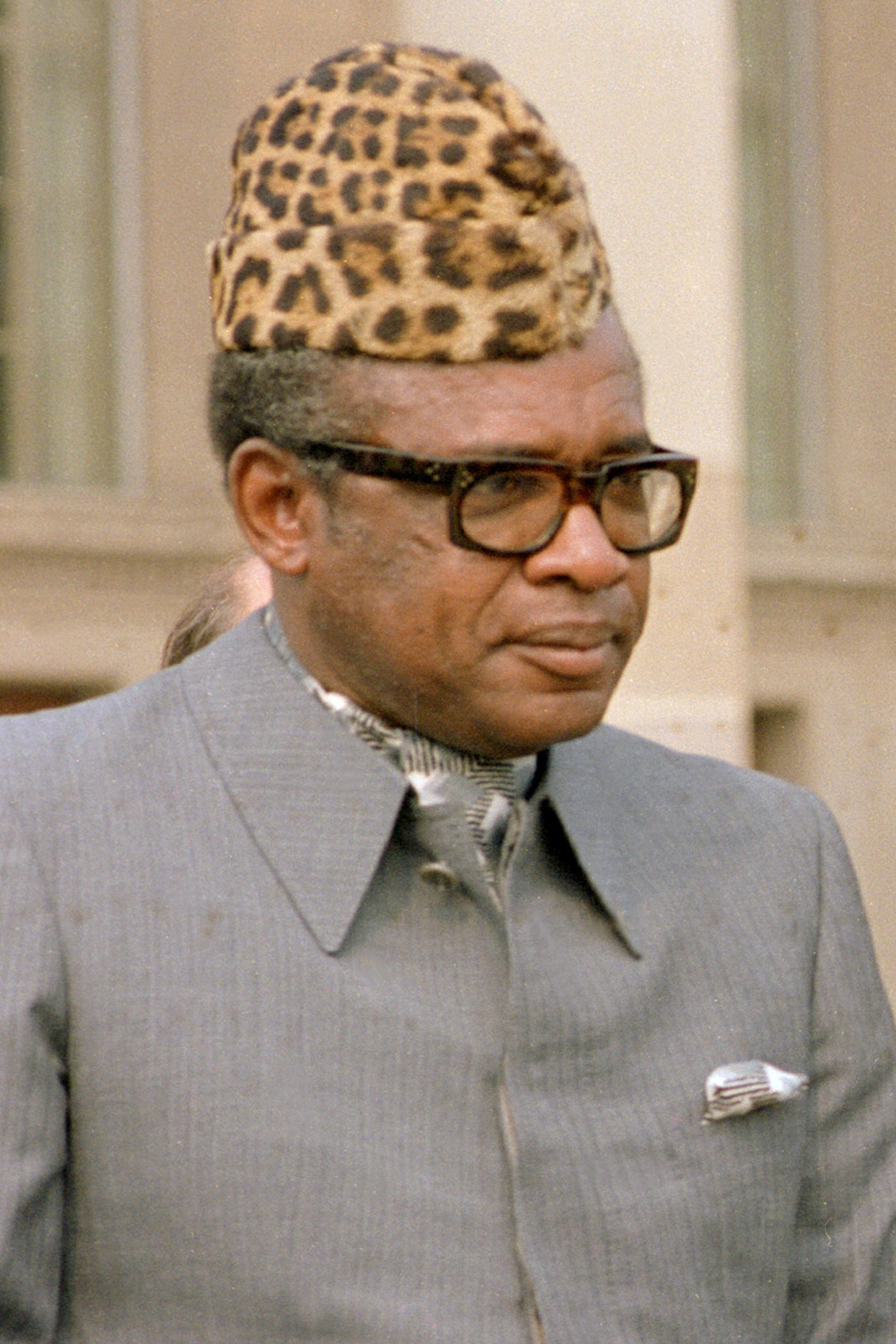
Mobutu Sese Seko, ehemaliger Präsident der Republik Kongo, im Abacost (1983).

Der Abacost ist eine an den Stil Mao Zedongs angelehnte Jacke, die während der Revolution im Kongo (1971–1997: Zaire) unter Mobutu Sese Seko ab 1971 als Nationaltracht für die einheimische Führungsschicht vorgeschrieben wurde. Auch Mobutu selbst trug diese Jacke. Der Kragen bleibt im Gegensatz zum chinesischen Vorbild aufgeknöpft. „Abacost“ steht für die Forderung «A bas les costumes! – Nieder mit dem (europäischen) Anzug!» und war als Protest gegen die Kolonisierung durch Europäer zu verstehen.
Mit dem beginnenden Machtverlust Mobutus ab 1990 wurden neben dem Abacost auch Anzüge und Krawatten nach westlichem Vorbild wieder offiziell zugelassen.
Der Journalist und Afrika-Kenner Peter Scholl-Latour sah eine Analogie zwischen Abacost und der Einführung der Sansculottes durch die Jakobiner im Rahmen der französischen Revolution, die als äußeres Zeichen die Abkehr vom Ancien Régime betonen sollten.